# امامزاده سلطانعلی ابن محمدباقر
امامزاده سلطان‌علی‌بن محمد باقر، بنا و آرامگاهی در شهرستان کاشان، روستای مشهد اردهال واقع شده و این اثر در تاریخ ۱۱ بهمن ۱۳۳۴ با شمارهٔ ثبت ۳۹۹ به‌عنوان یکی از آثار ملی ایران به ثبت رسیده است. آرامگاه سهراب سپهری در این امامزاده قرار دارد.

## پیشینه
مردم فین کاشان در سال ۱۱۳ (قمری) قاصدی را به نام عامر بن ناصر فینی به مدینه نزد محمد باقر فرستاده بودند و از او درخواست پیشوایی را داشتند. فرزند خود سلطانعلی برادر جعفر صادق را رهسپار ایران و شهر کاشان کرد. امامزاده به کاشان رسید و در محله فین بزرگ ساکن شد و تابستان‌ها به دلیل گرمی هوا به منطقه اردهال می‌رفت. چند سالی اوضاع بدین صورت بود تا اینکه امامزاده سلطانعلی از نفوذ زیادی در بین مردم برخوردار گشت و این باعث ترس حاکم اردهال که زرین کفش نام داشت شد. وی سپاهی را برای قتل سلطان‌علی به منطقه می‌فرستد و او سرانجام در یک جنگ نابرابر که ۳ روز طول کشید، همراه یارانش در منطقه ییلاقی اردهال کشته می‌شود. محل دقیق کشته شدن در دربند ازناوه است که با نام قتلگاه در منطقه شناخته می‌شود. مردم فین پس از شنیدن خبر سراسیمه به طرف اردهال حرکت می‌کنند، ولی زمانی می‌رسند که وی کشته شده‌است، آنها او را در قالی می‌پیچند و در نهر آبی که در آن نزدیکی است، شستشو می‌دهند و دفن می‌کنند. از آن زمان تاکنون همه ساله در دومین جمعه مهر ماه و با حضور هزاران نفر از مردم فین کاشان آیین سنتی مذهبی قالیشویان در این شهر برگزار می‌شود. چوب‌هایی که افراد در دومی جمعه مهر ماه هر سال به دست می‌گیرند دو روایت دارد. اول اینکه برای شستن قالی‌ها در مشهد اردهال به کار می‌رود و دوم اینکه افراد آنها را به نشانه خونخواهی به دست می‌گیرند.
هر ساله در هفته دوم مهر که به هفته پایان برداشت محصولات کشاورزی در بین کشاورزان معروف است از روستاهای اطراف کاشان، محلات و دلیجان، و شهرهای تهران و … کشاورزان و زوار برای بزرگداشت سالگرد کشته شدن سلطانعلی بن محمد باقر به مشهد اردهال می‌آیند و در مراسم قالیشویان شرکت می‌کنند. این مراسم تنها مراسم مذهبی در ایران است که بر اساس تقویم هجری شمسی و بر اساس سال کشاورزی برگزار می‌شود.

## نگارخانه

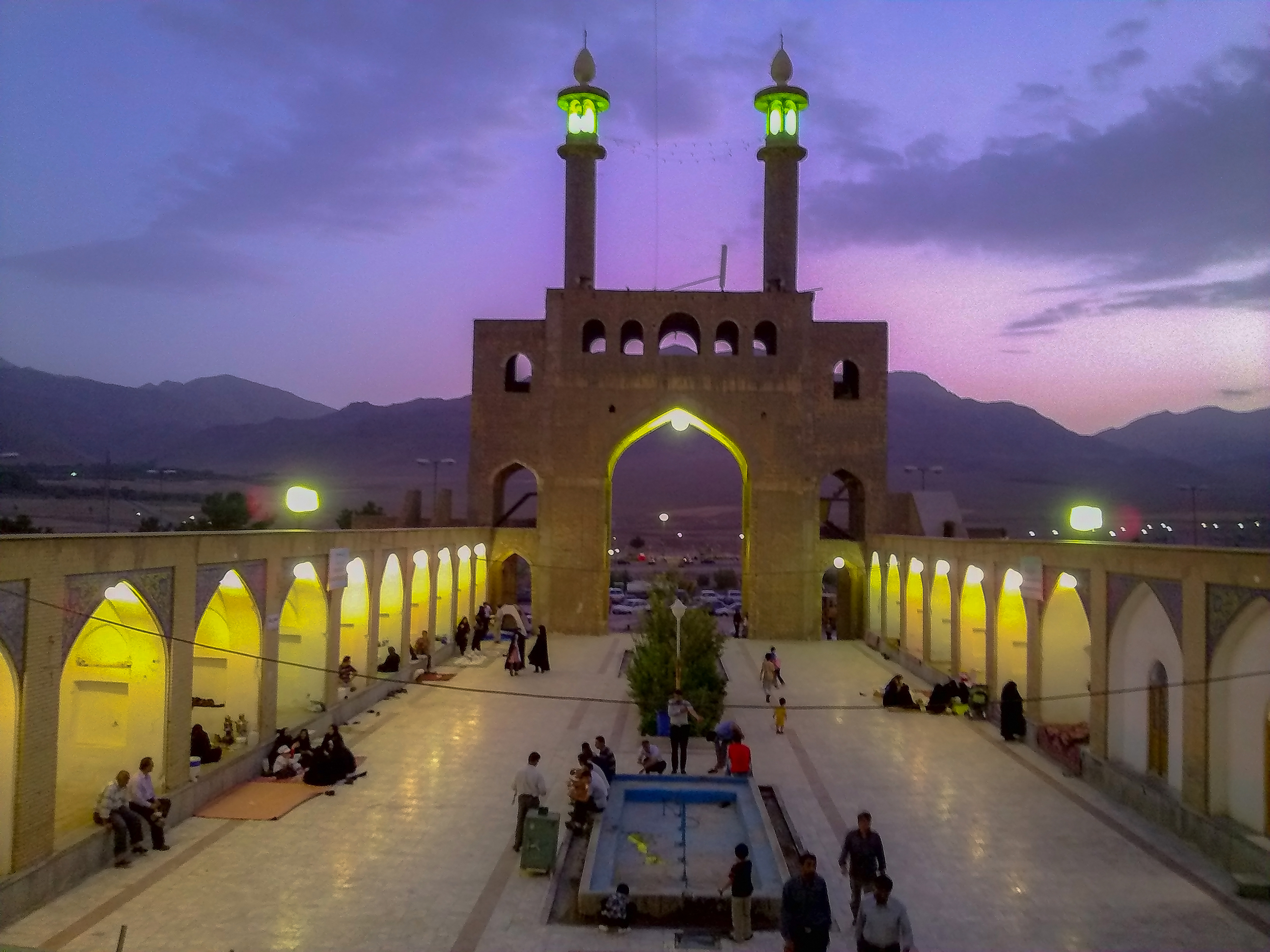
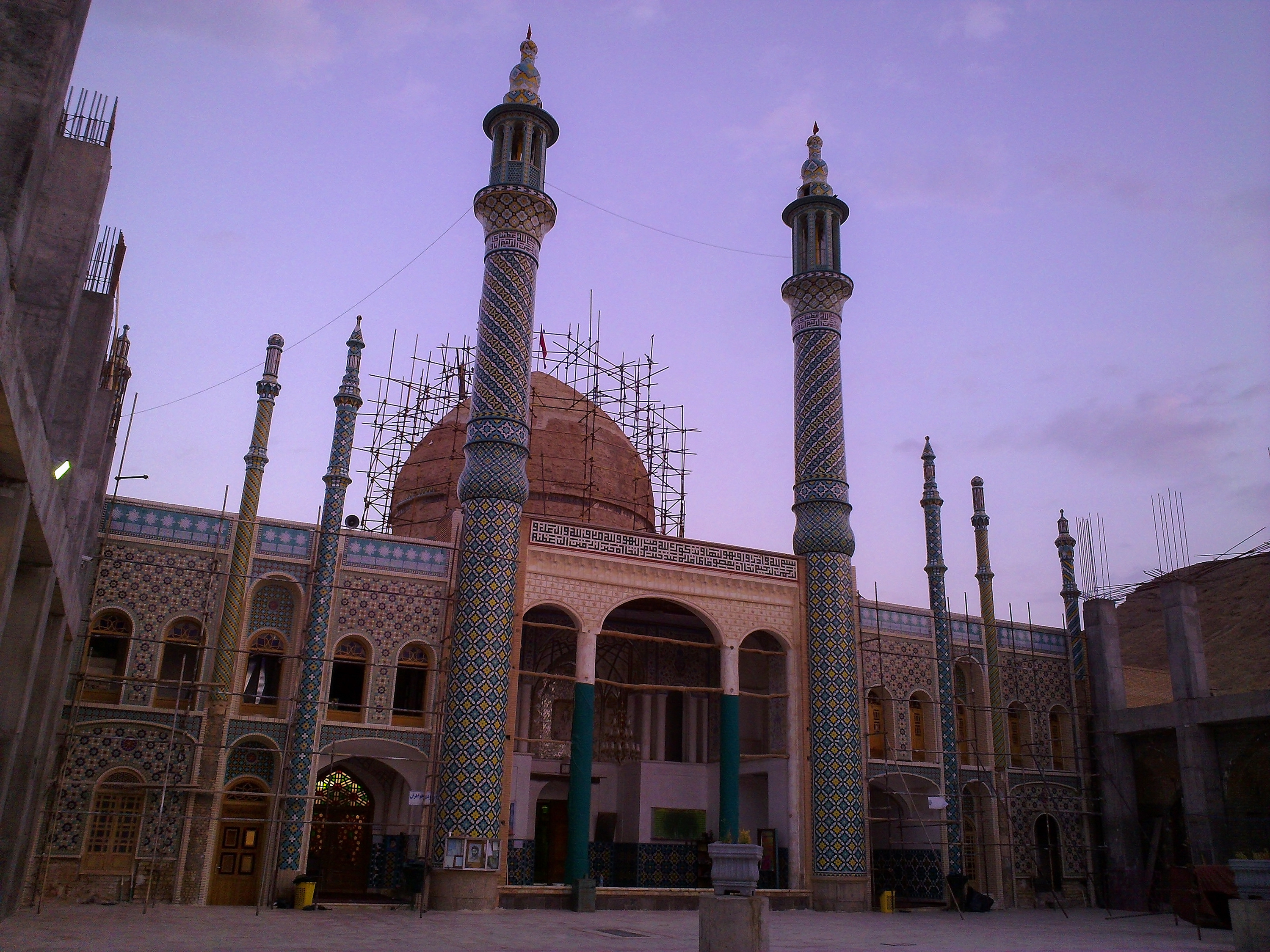
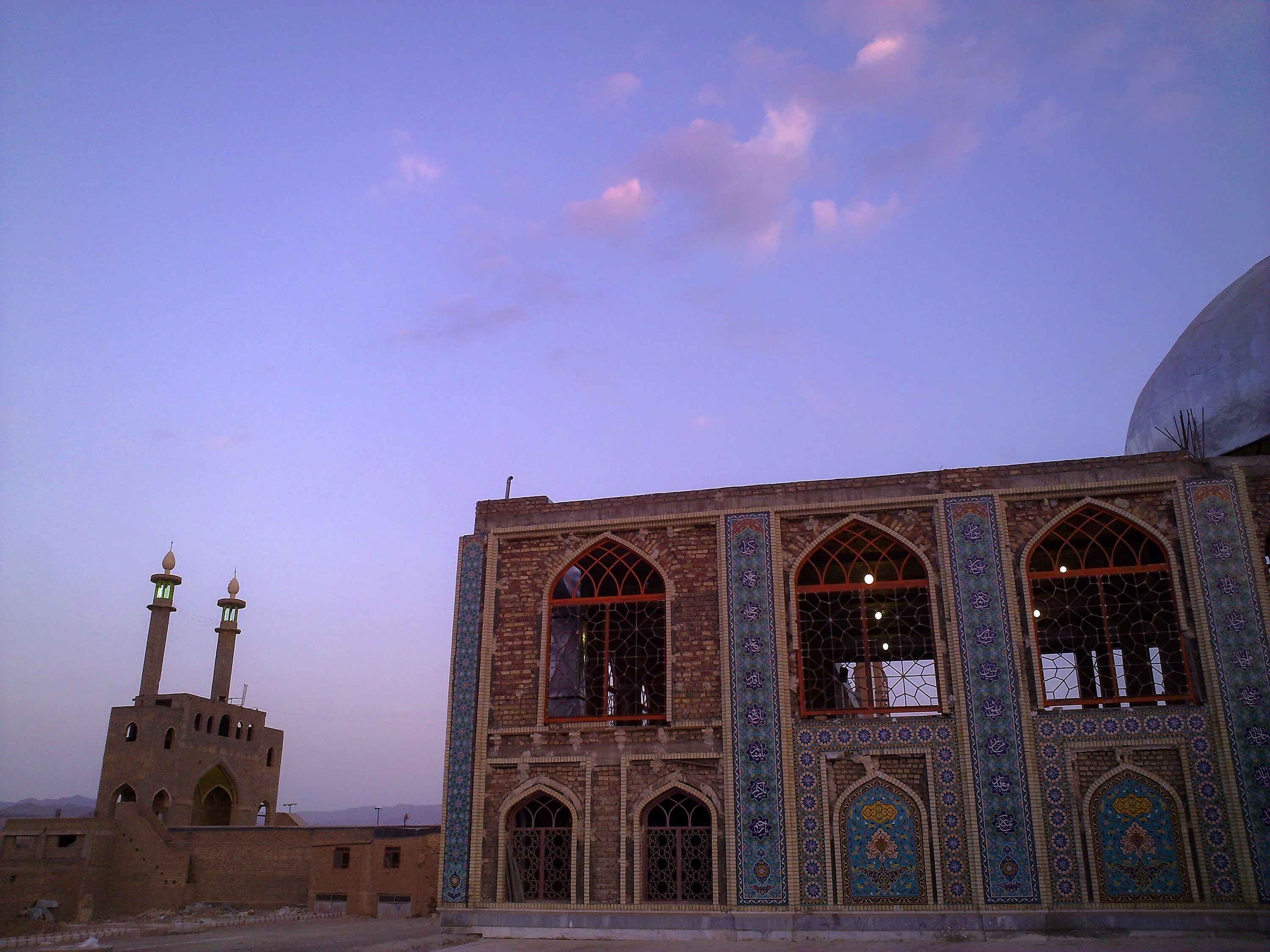
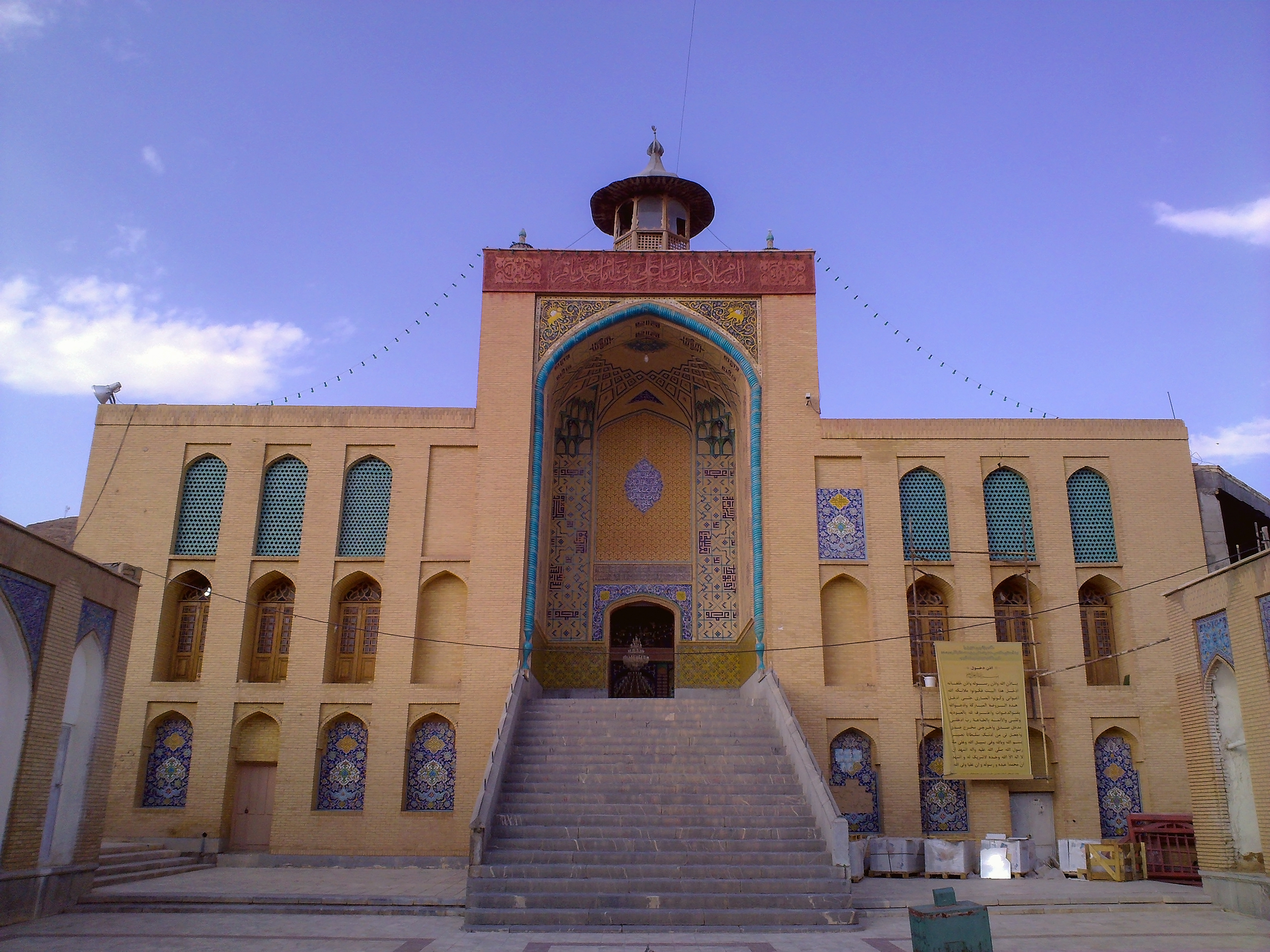
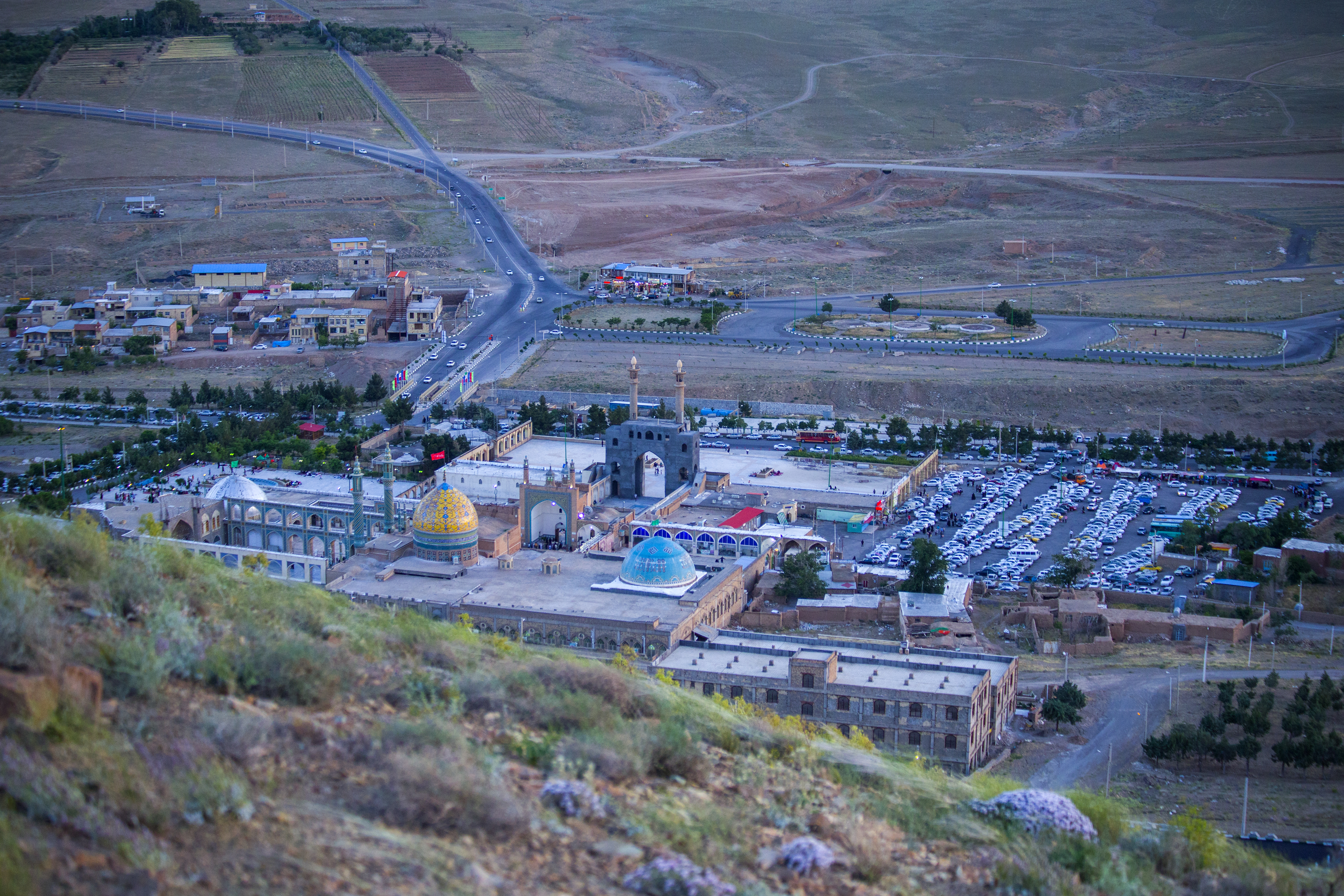
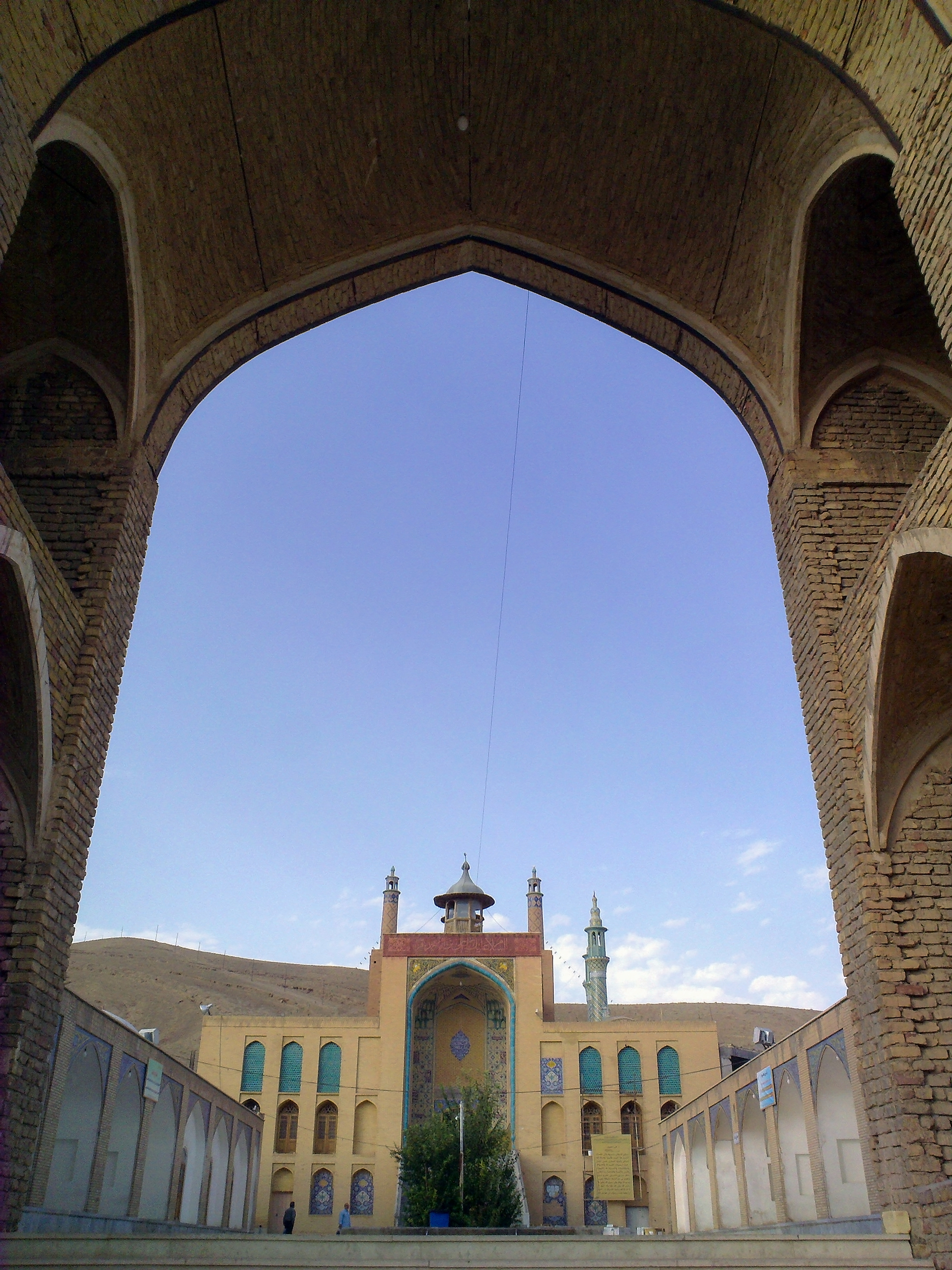
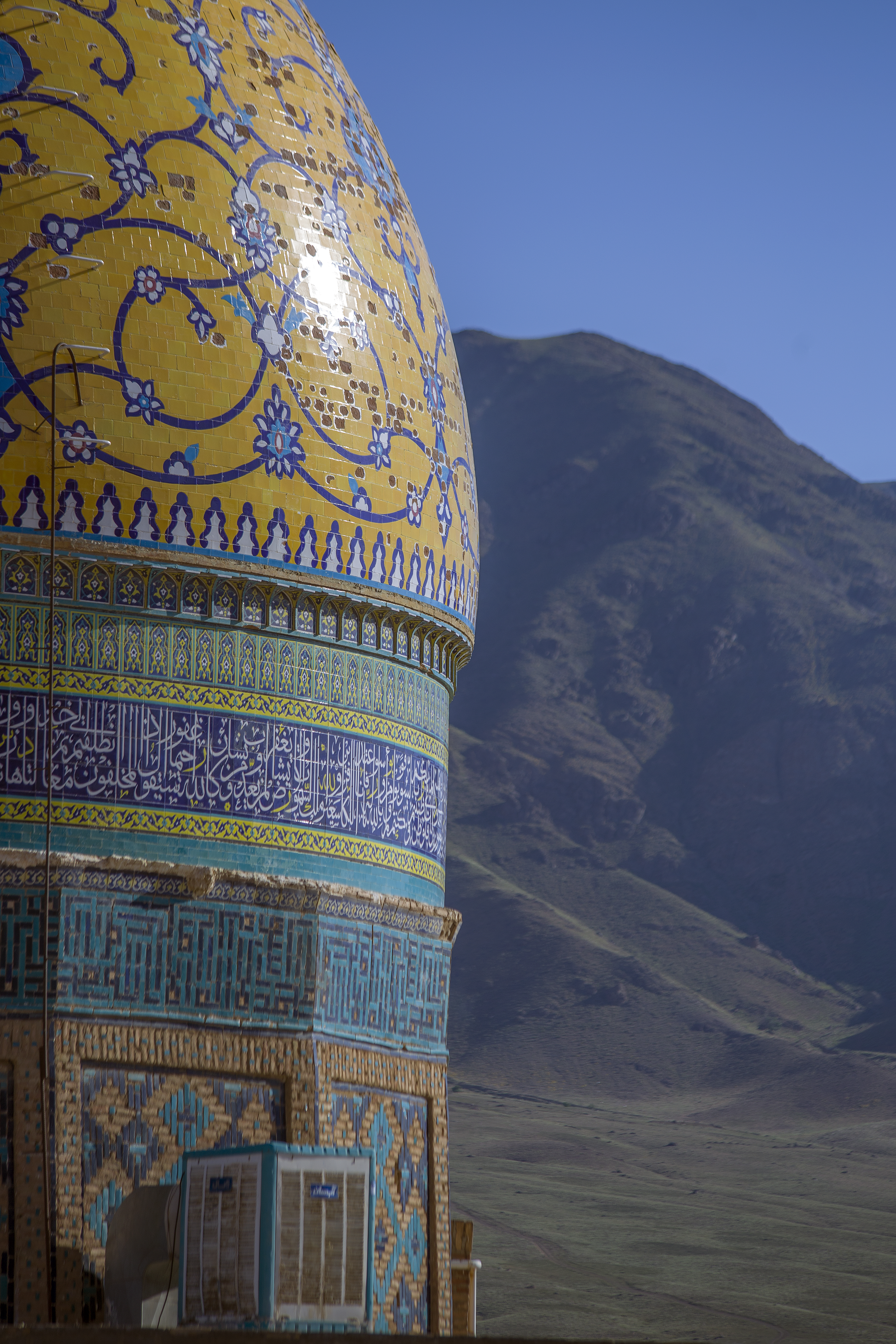
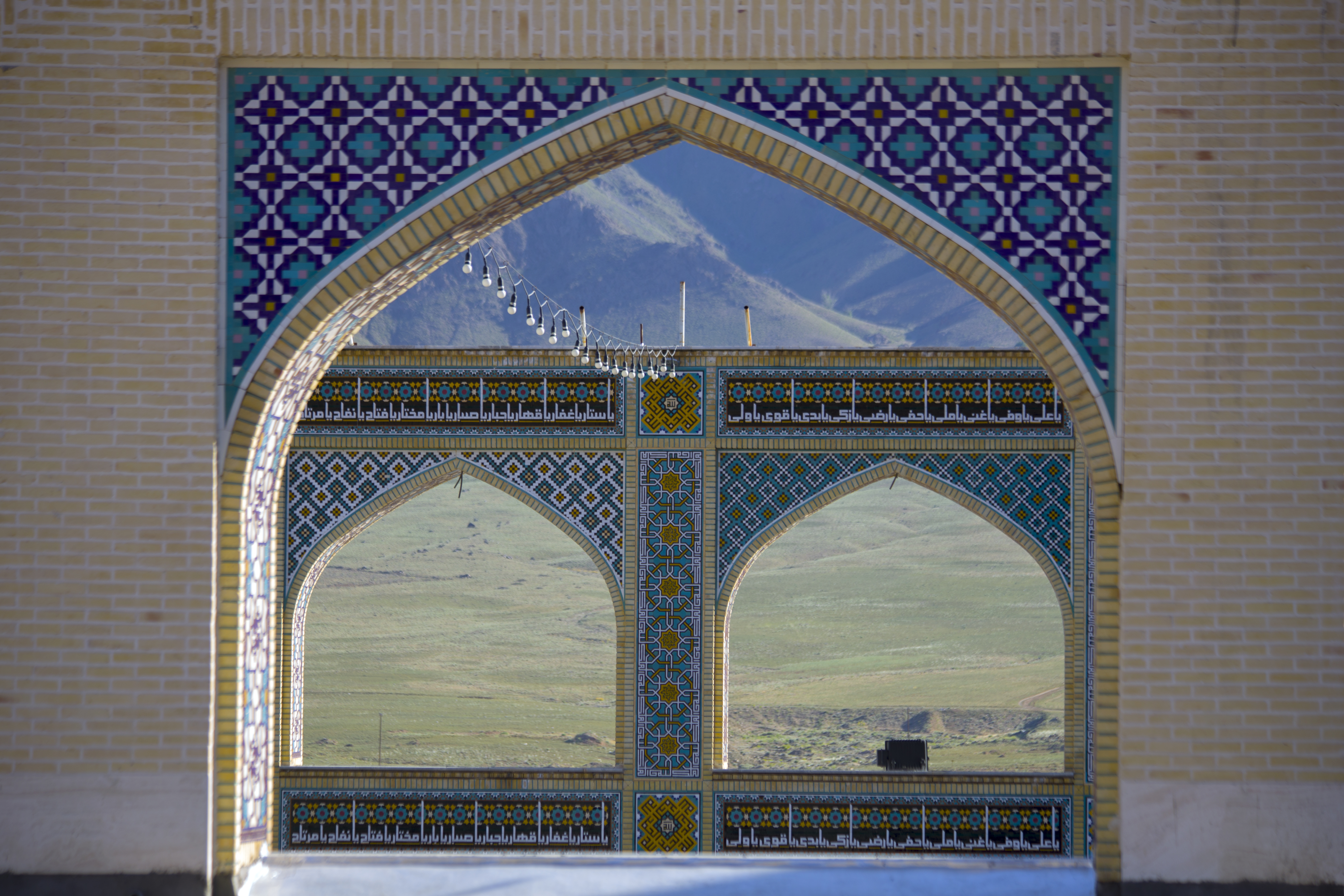
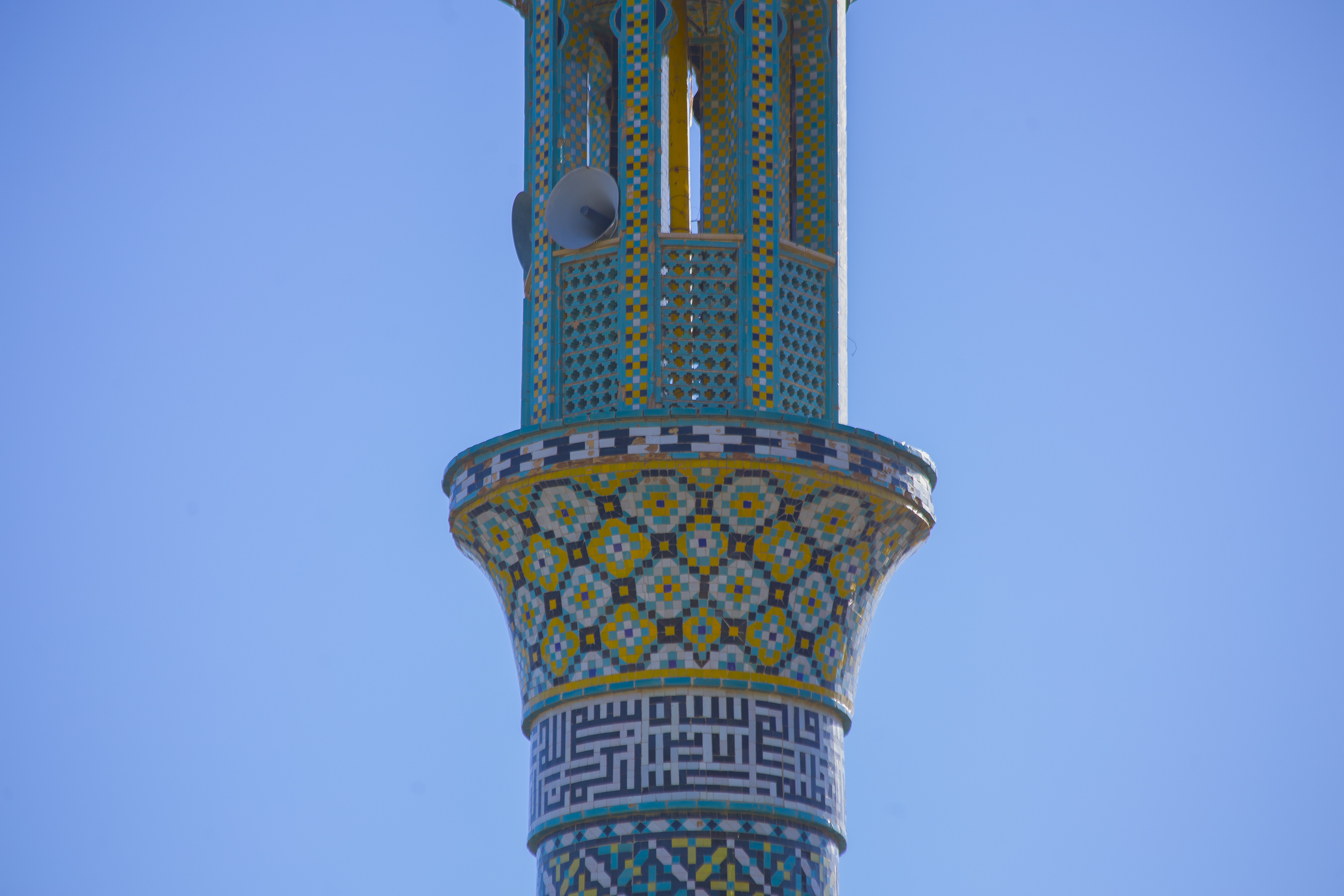
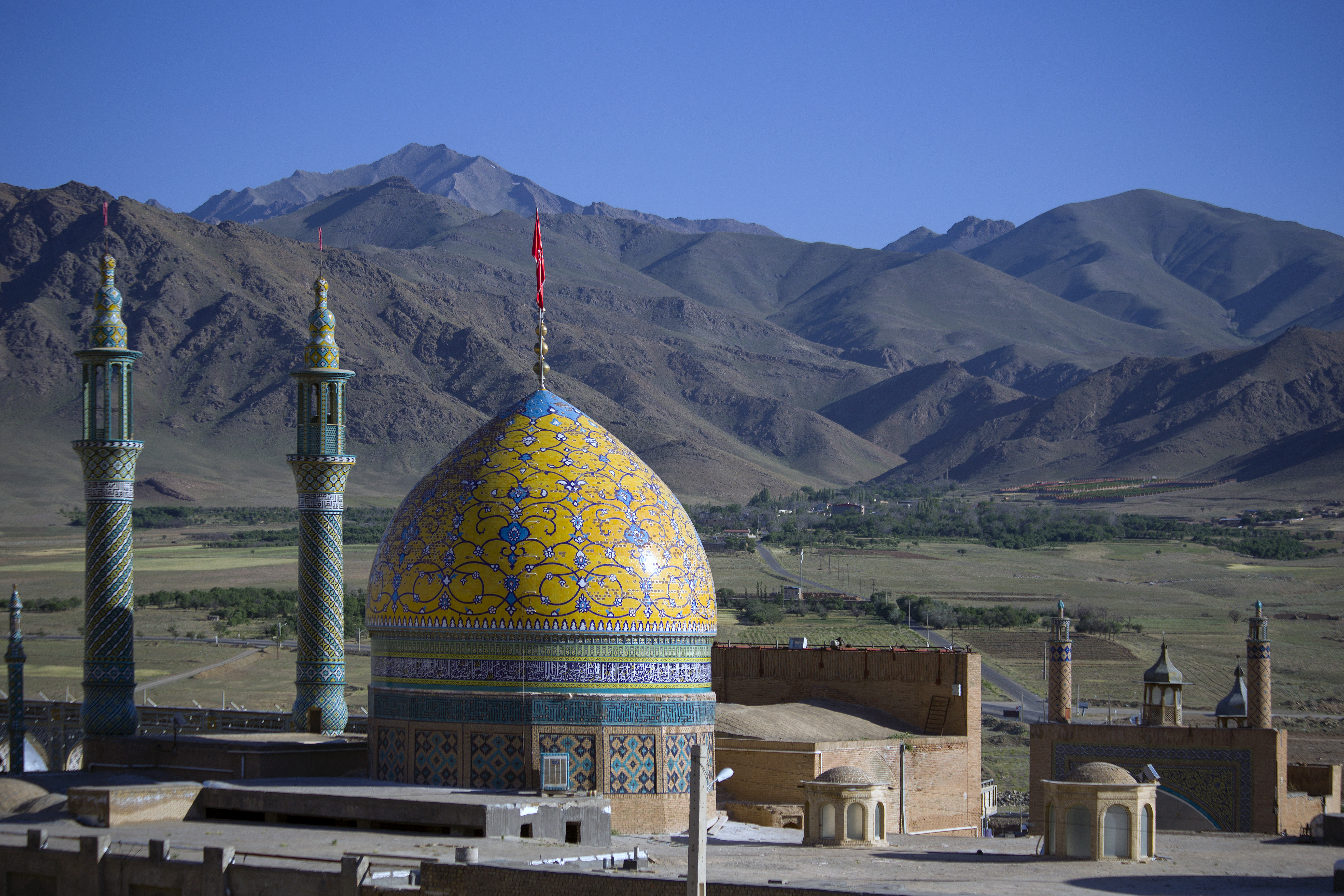
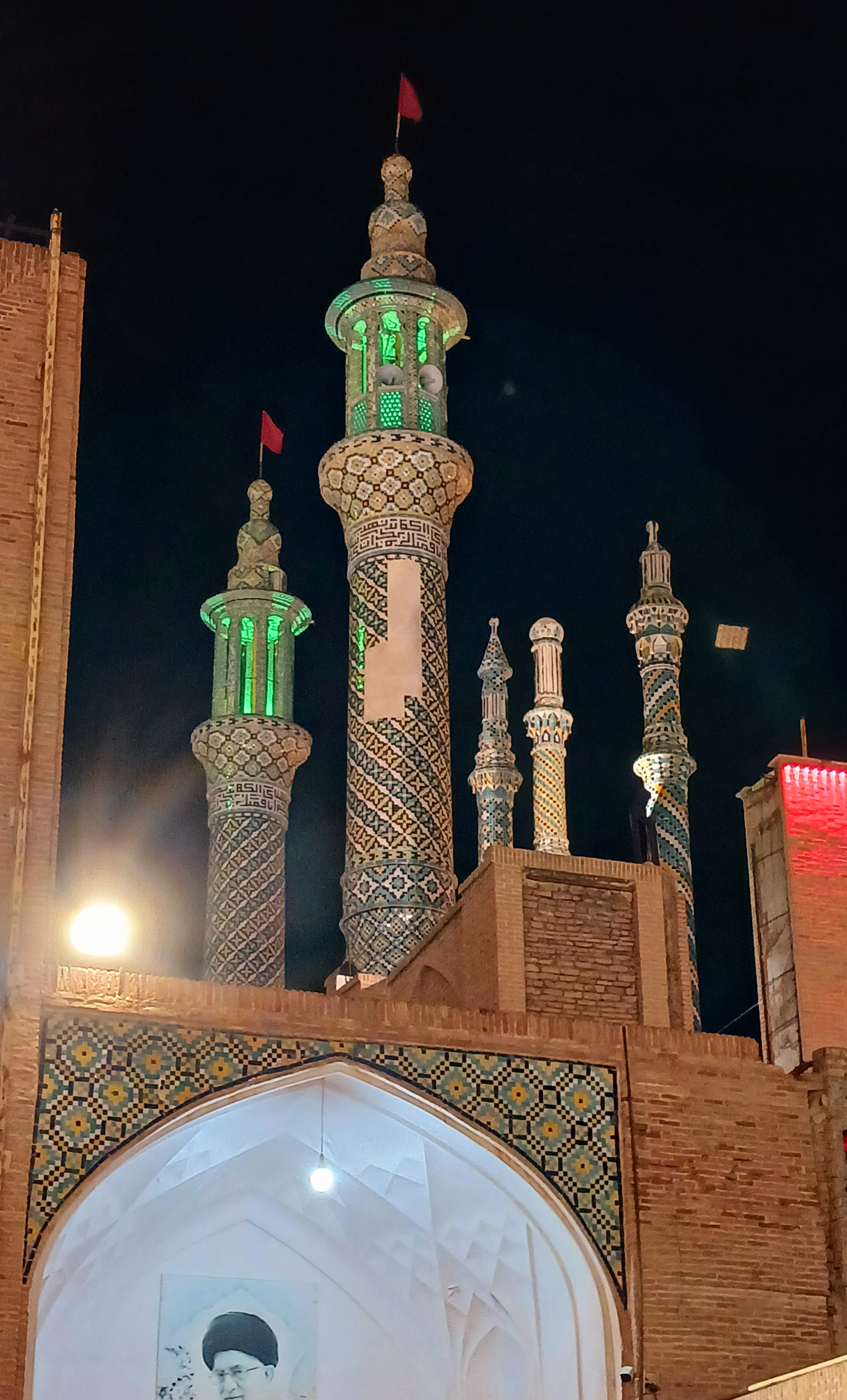
مناره های حرم
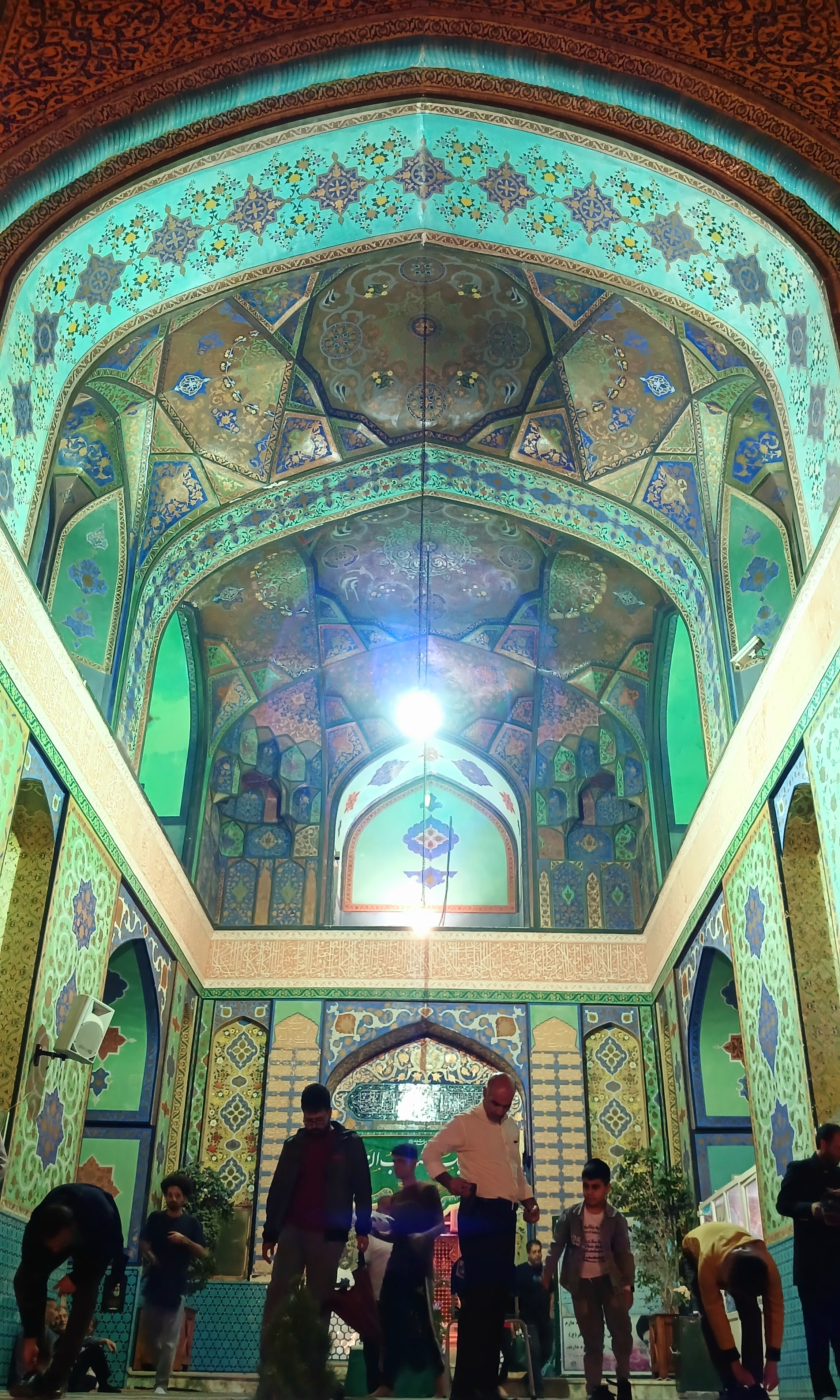
ایوان ورودی حرم از سمت جنوب
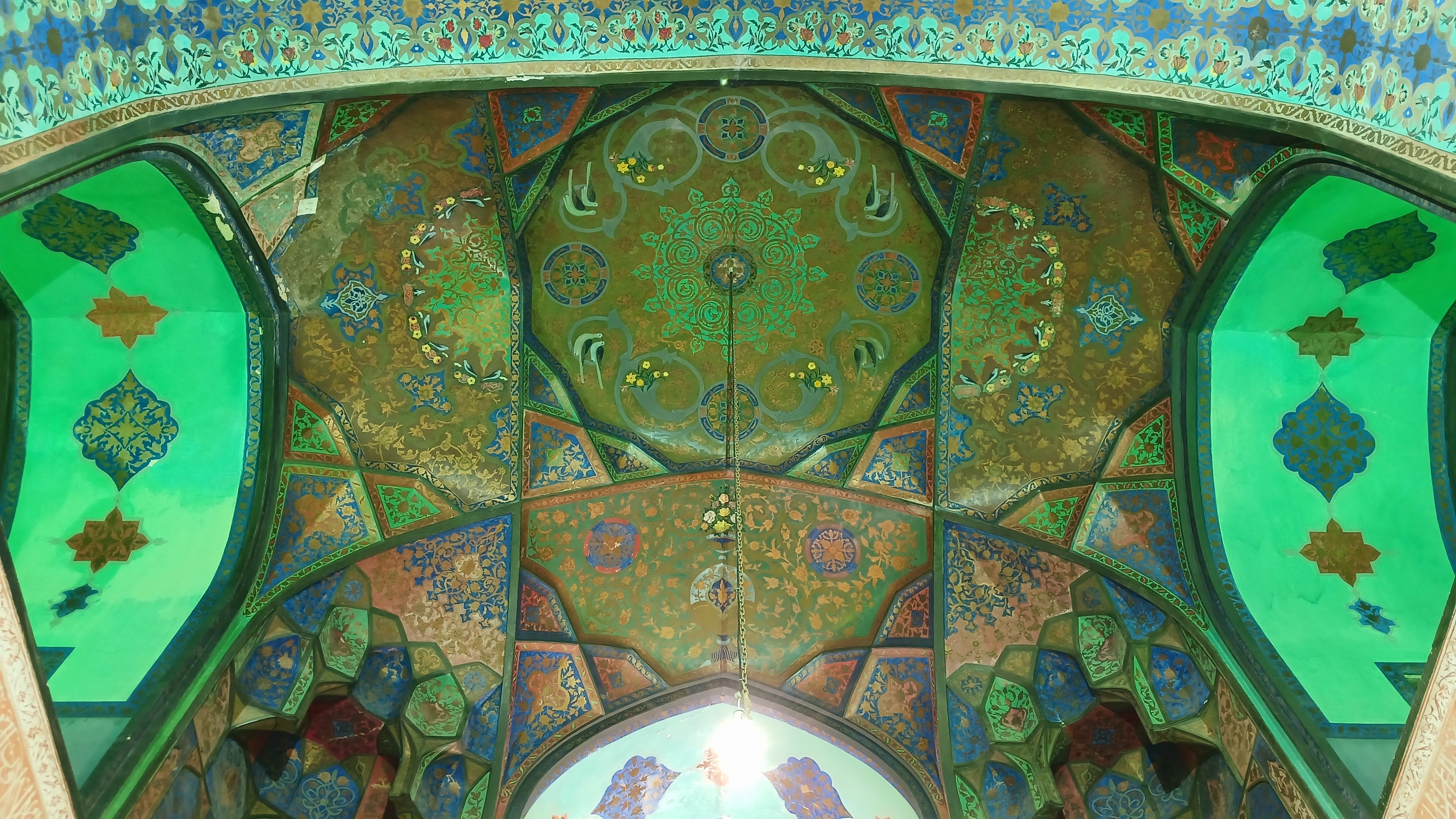
نقاشی های عصر صفوی بر بالای سقف ایوان ورودی
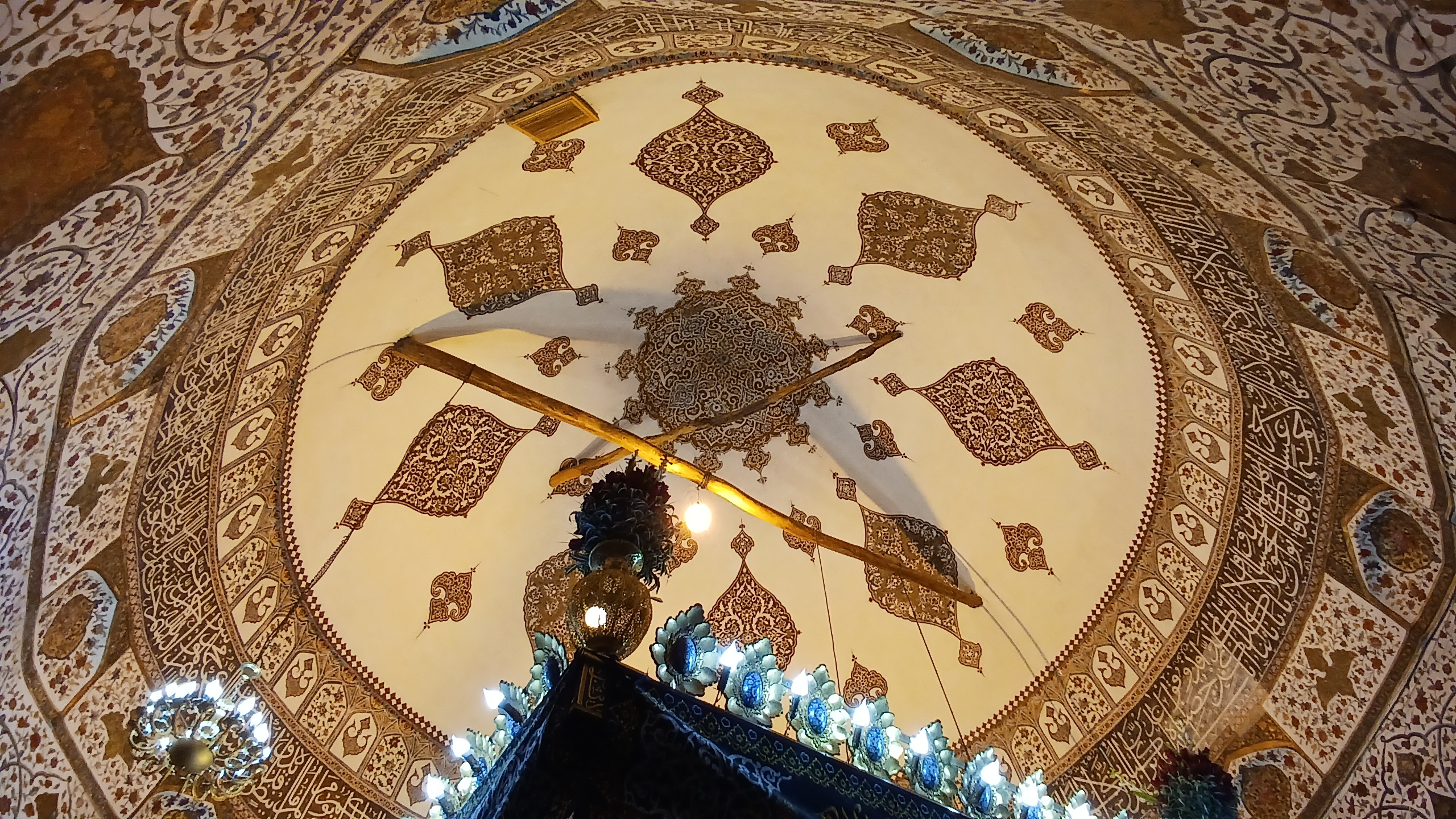
نمایی از زیر گنبد حرم
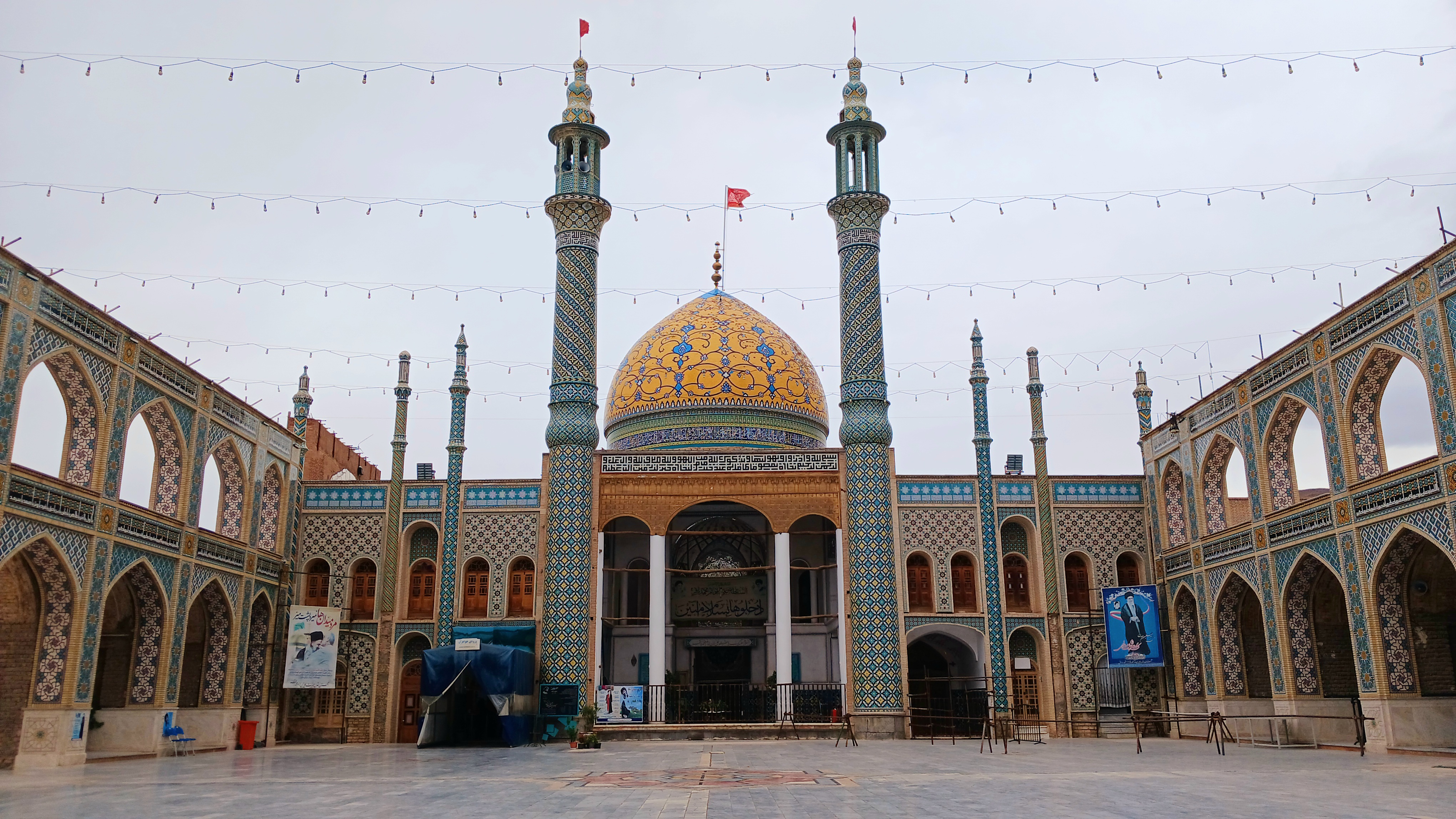
نمای ضلع شرقی حرم
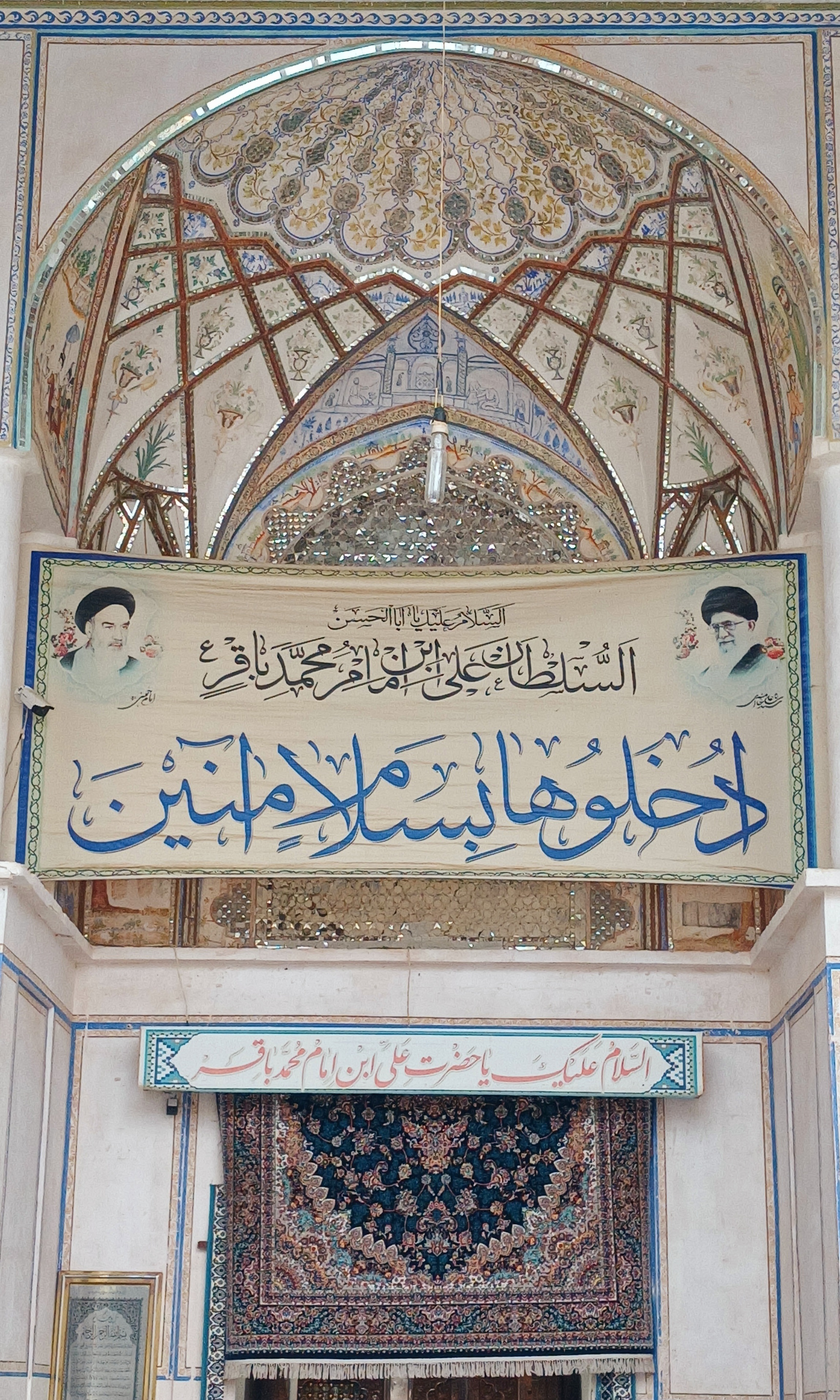
ایوان ضلع شرقی حرم
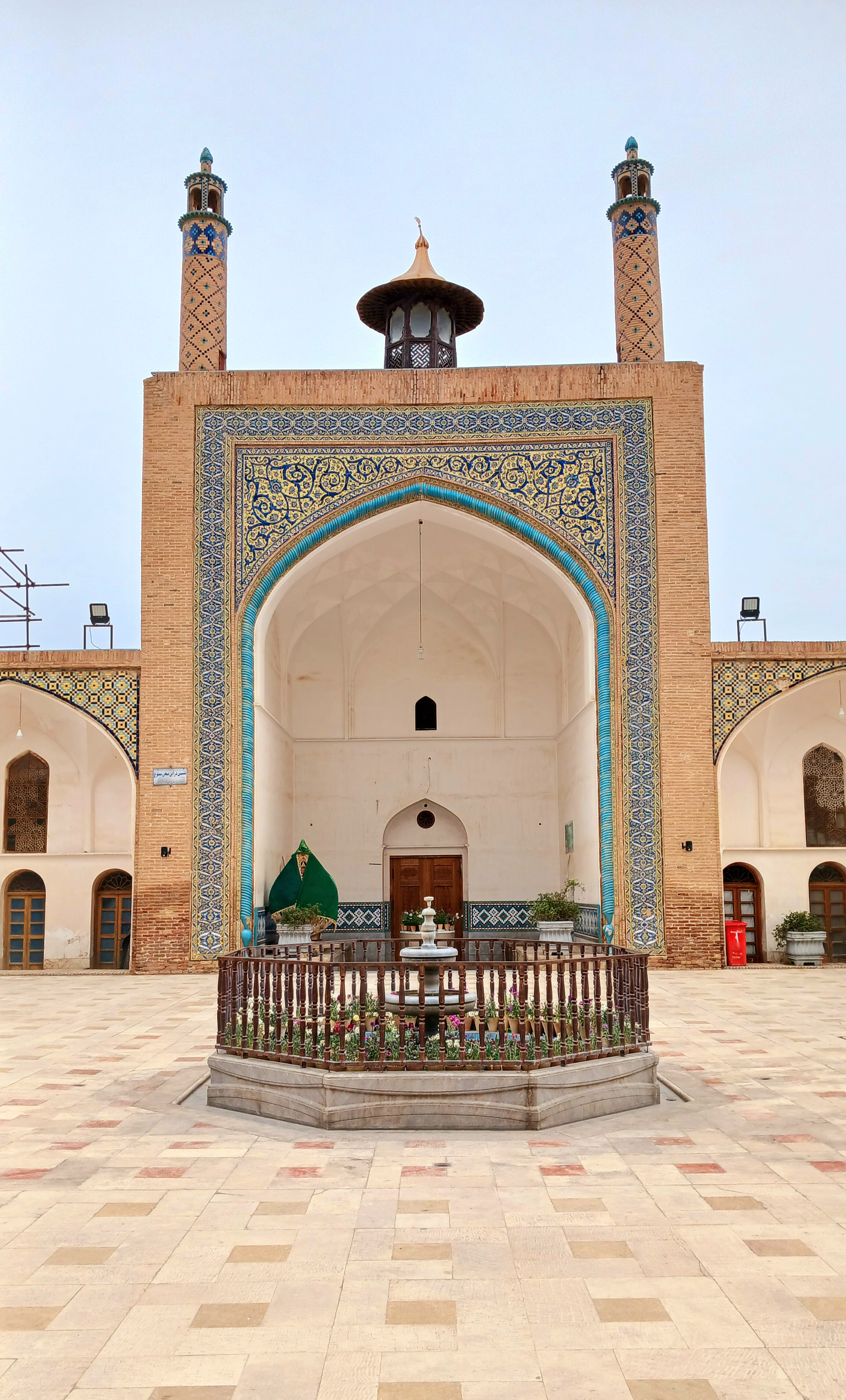
ایوان جنوبی مجموعۀ حرم
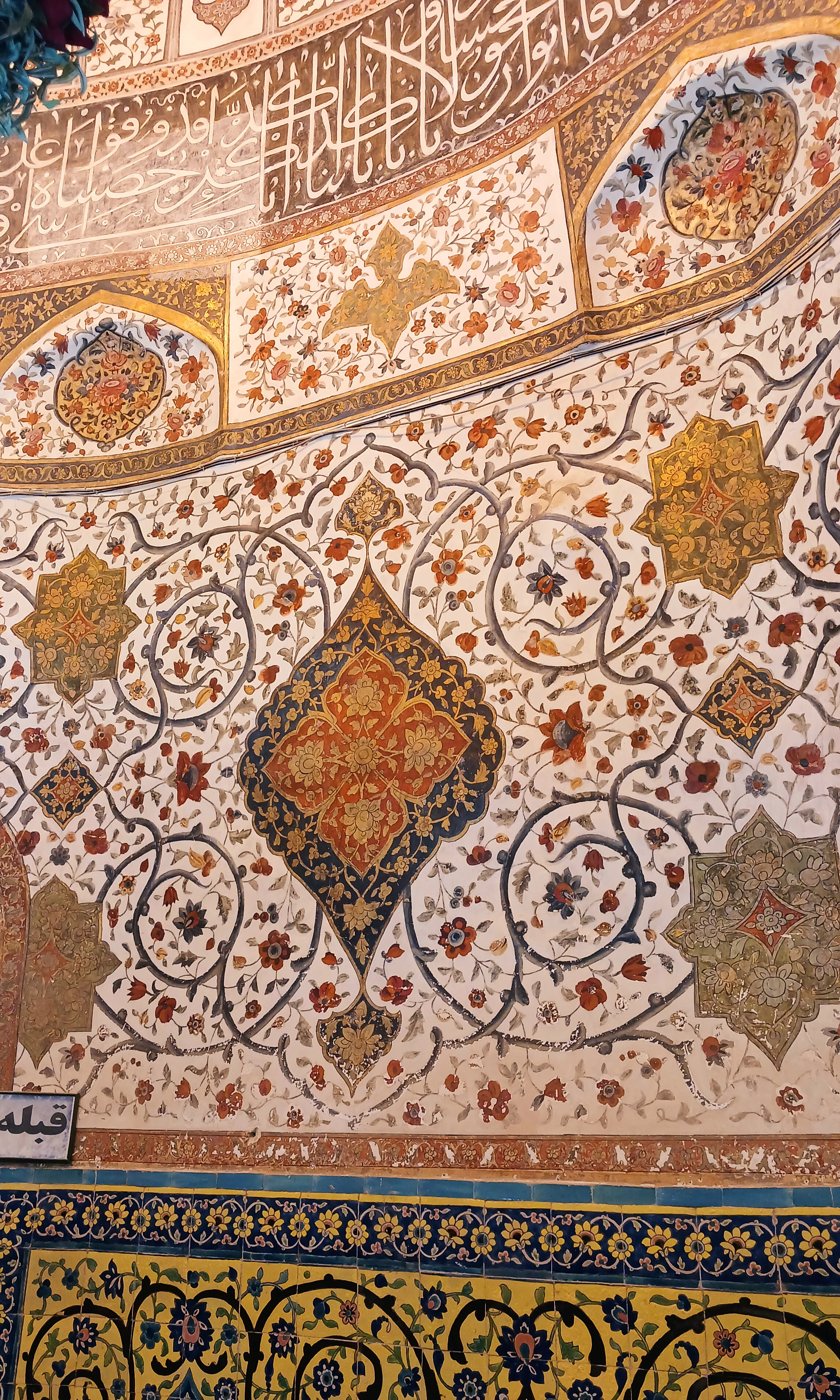
تزئینات داخلی حرم و اطراف ضریح